# Christen Sørensen
Christen Sørensen (født 2. marts 1945) er en dansk professor i økonomi, der tidligere var økonomisk vismand.
Sørensen er matematisk student fra Ribe Katedralskole i 1964 og blev kandidat i nationaløkonomi (cand.polit.) fra Københavns Universitet i 1972. Han arbejdede i Det Økonomiske Råds sekretariat fra 1972 til 1977, hvor han blev lektor i økonomi ved Københavns Universitet. Siden 1982 har han været tilknyttet Odense Universitet (fra 1998 Syddansk Universitet), hvor han også har været medlem af det akademiske råd ved universitetets samfundsvidenskabelige fakultet, formand for Økonomisk Studieråd og leder af Institut for Økonomi fra 1996-2001.
Fra 1985 til 1988 var han formand for Det Økonomiske Råd (overvismand), og dernæst i sin egenskab af bestyrelsesformand for AErådet fra 1988-2006 menigt medlem af Det Økonomiske Råd i samme periode. Fra 1986 til 1988 var han bestyrelsesformand i Københavns Fondsbørs, og fra 1996-1998 formand for Juristernes og Økonomernes Pensionskasse. Fra 1999 til 2002 var han medlem af TV 2's bestyrelse. Sørensen var desuden bestyrelsesmedlem for Socialforskningsinstituttet fra 1988-1989.